# تسمية فلامستيد

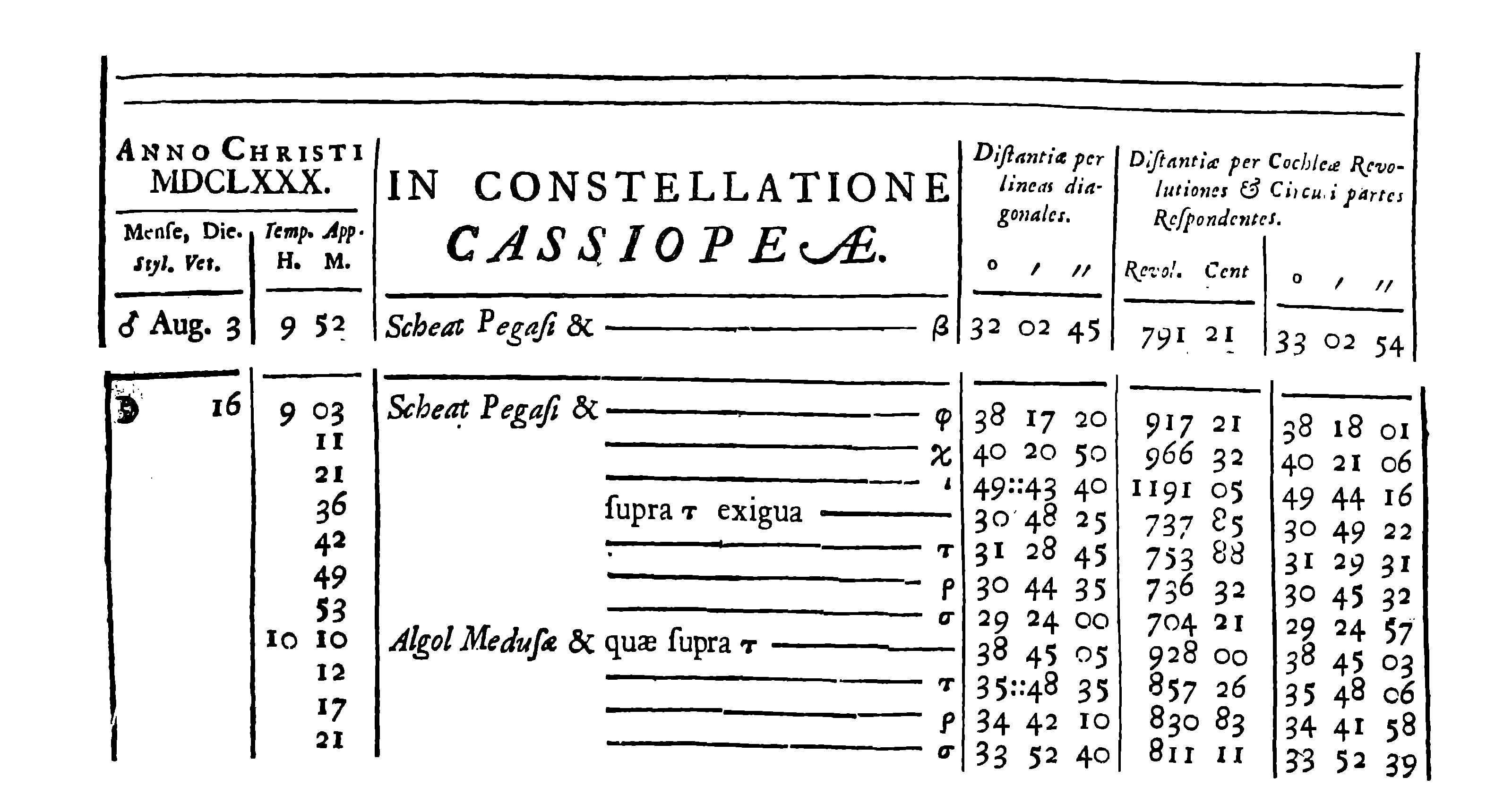

تسمية فلامستيد هو مزيج من اعداد وأسماء كوكبات لتعين أسماء النجوم التي يمكن مشاهدتها بالعين المجردة في الابراج الحديثة وتكون مرئية من جنوب انجلترا.

## الوصف
تسميات فلامستيد للنجوم مماثلة لباير، إلا أنها تستخدم الأرقام بدلا من الحروف اليونانية والرومانية. يتم تعيين اسم لكل نجم برقم مضاف إليه الاضافة اللاتينية للكوكبة التي يقع فيها النجم.هذه الطريقة في تعيين النجوم أول ما ظهرت في نسخة أولية على يد الفلكي البريطاني جون فلامستيد التي نشرها إدموند هالي وإسحاق نيوتن في 1712 دون موافقة فلامستيد, النسخة النهائية من كتالوج فلامستيد التي نشرت في 1725, بعد وفاتة حذفت التسميات العددية تماما. تم تعيين الأرقام التي نستخدمها الآن من قبل الفلكي الفرنسي جوزيف جيروم دي للند وظهرت في روزنامتة، Éphémérides des mouvemens célestes، عام 1783 التي تحتوي على طبعة منقحة من كتالوج فلامستيد وأشار لند في مقدمتة أنة حصل على الفكرة من طبعه غير رسمية عام 1712
اكتسبت تسميات فلامستيد شعبية طوال القرن الثامن عشر، وتستخدم الآن بشكل شائع عند وجود أي تسمية لباير. فحيثما تكون تسمية باير مع الحرف اليوناني موجودة لنجم فإنها تستخدم عادة للتميز فقط بينها وبين تسمية فلامستيد ,(ويفضل أرقام فلامستيد عموما على أحرف باير الرومانية).

## قائمة الأبراج التي تستخدم تسميات فلامستيد للنجوم
هناك 52 كوكبة (برج) في الفلك تستخدم في المقام الأول تسميات فلامستيد.
- قائمة النجوم في كوكبة المرأة المسلسلة
- قائمة النجوم في كوكبة الدلو
- قائمة النجوم في كوكبة العقاب
- قائمة النجوم في كوكبة الحمل
- قائمة النجوم في كوكبة ممسك الأعنة
- قائمة النجوم في كوكبة العواء
- قائمة النجوم في كوكبة الزرافة
- قائمة النجوم في كوكبة السرطان
- قائمة النجوم في كوكبة السلوقيان
- قائمة النجوم في كوكبة الكلب الأكبر
- قائمة النجوم في كوكبة الكلب الأصغر
- قائمة النجوم في كوكبة الجدي
- قائمة النجوم في كوكبة ذات الكرسي
- قائمة النجوم في كوكبة الملتهب
- قائمة النجوم في كوكبة قيطس
- قائمة النجوم في كوكبة الهلبة
- قائمة النجوم في كوكبة الإكليل الشمالي
- قائمة النجوم في كوكبة الغراب
- قائمة النجوم في كوكبة الباطية
- قائمة النجوم في كوكبة الدجاجة
- قائمة النجوم في كوكبة الدلفين
- قائمة النجوم في كوكبة التنين
- قائمة النجوم في كوكبة قطعة الفرس
- قائمة النجوم في كوكبة النهر
- قائمة النجوم في كوكبة التوأمان
- قائمة النجوم في كوكبة الجاثي
- قائمة النجوم في كوكبة الشجاع
- قائمة النجوم في كوكبة العظاءة
- قائمة النجوم في كوكبة الأسد
- قائمة النجوم في كوكبة كوكبة الأسد الاصغر
- قائمة النجوم في كوكبة الأرنب
- قائمة النجوم في كوكبة الميزان
- قائمة النجوم في كوكبة الوشق
- قائمة النجوم في كوكبة القيثارة
- قائمة النجوم في كوكبة وحيد القرن
- قائمة النجوم في كوكبة الحواء
- قائمة النجوم في كوكبة الجبار
- قائمة النجوم في كوكبة الفرس الأعظم
- قائمة النجوم في كوكبة حامل رأس الغول
- قائمة النجوم في كوكبة الحوت
- قائمة النجوم في كوكبة الحوت الجنوبي
- قائمة النجوم في كوكبة السهم
- قائمة النجوم في كوكبة الرامي
- قائمة النجوم في كوكبة العقرب
- قائمة النجوم في كوكبة الحية
- قائمة النجوم في كوكبة السدس
- قائمة النجوم في كوكبة الثور
- قائمة النجوم في كوكبة المثلث
- قائمة النجوم في كوكبة الدب الأكبر
- قائمة النجوم في كوكبة الدب الأصغر
- قائمة النجوم في كوكبة العذراء
- قائمة النجوم في كوكبة الثعلب